# Gabriel Gallichio
Gabriel Gallichio, all'anagrafe Gabriel Alejandro Gallichio (Buenos Aires, 17 maggio 1991), è un attore argentino.
Conosciuto principalmente per il ruolo da co-protagonista in Love Divina e per il ruolo di Blas in Simona.

## Biografia
Gabriel Gallichio nasce il 17 maggio 1991 a Buenos Aires, laureandosi in radiologia. Vive a Balvanera, un quartiere di Buenos Aires.
Il suo debutto televisivo arriva con la partecipazione, per alcune puntate, alla seconda stagione della telenovela Flor - Speciale come te, dove interpreta Lucas. Nel 2007 fa la sua prima apparizione cinematografica con El tesoro del portugués, con il ruolo di Juancho. Dal 2010 al 2011 impersona Ronnie nel serial televisivo Sueña conmigo, mentre nel 2015 è nel cast protagonista di Entre canibales come Diego Pirandello, oltre che essere il giovane Papa Francesco nel lungometraggio El Papa Francisco. Nel 2017 interpreta Ciro nella telenovela Love Divina, Felipe in Quiero vivir a tu lado e per alcuni episodi è Luca Murray in Five Stars. Inoltre, recita nella prima stagione di Once - Undici campioni, come Rayo García.
Nel 2018 ha il ruolo di Blas Quevedo Linares nella telenovela Simona. Il ruolo gli ha permesso di ricevere un premio ai Premios Notirey e di ricevere un certo apprezzamento da parte del pubblico. Nel settembre dello stesso anno, Gallichio reinterpreta il ruolo nella versione teatrale del serial.

## Filmografia

### Cinema
- El tesoro del portugués, regia di Néstor Paternostro (2007)
- El Papa Francisco, regia di Beda Docampo Feijóo (2015)

### Televisione
- Flor - Speciale come te (Floricienta) - serial TV (2005)
- Sueña conmigo - serial TV  (2010-2011)
- Entre canibales - serial TV (2015)
- Love Divina (Divina, está en tu corazón) - serial TV, 60 episodi (2017)
- Quiero vivir a tu lado - serial TV (2017)
- Once - Undici campioni (Once) - serial TV (2017)
- Five Stars (Las Estrellas) - serial TV (2017)
- Simona - serial TV, 60 episodi (2018)
- Millenials - miniserie TV (2018)

## Teatro
- Parque Lezama, regia di Juan José Campanella (2013)
- Simona, regia di Florencia Bertotti (2018)

## Riconoscimenti
- Premios Notirey
  - 2018 – Rivelazione maschile in Simona[8][9].

## Doppiatori italiani
Nelle versioni in italiano dei suoi film, Gabriel Gallichio è stata doppiato da:
- George Castiglia in Sueña conmigo[12].
- Lorenzo De Angelis in Love Divina[13].